# Bagel de Montreal

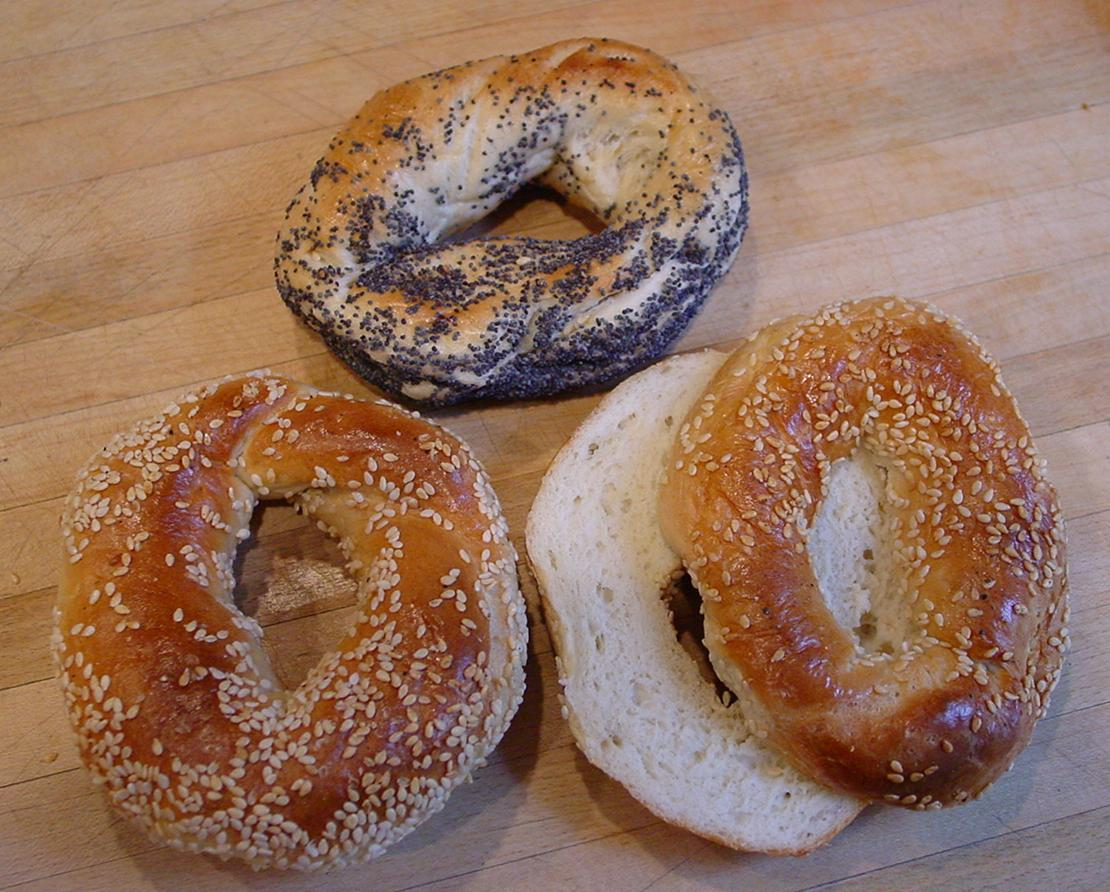
Bagels de Montreal con semilla de amapola (oscuro) y semilla de sésamo (claro).

El bagel de Montreal es una variedad distintiva de bagel hecho a mano y cocido en horno de leña. En contraste con bagel de Nueva York, el de Montreal es más pequeño, dulce y denso, con un agujero mayor, y siempre se cuece en un horno de leña. Contiene malta, huevo pero no sal, y se cuece en agua endulzada con miel antes de hornearlo. Las llamas irregulares del fuego de leña le dan a su superficie un aspecto moteado.
En muchos locales de Montreal los bagels siguen produciéndose a mano en hornos de leña, a menudo a la vista de los clientes. Hay dos variedades predominantes: la de semillas negras (de amapola) y la de semillas blancas (de sésamo). 

## Historia
Los bagels de Montreal, como el parecido de Nueva York, fueron llevados a Norteamérica por los inmigrantes judíos del este de Europa. La diferencia en textura y sabor refleja el estilo de la región concreta del este de Europa en la que los panaderos inmigrantes aprendieron a elaborarlos. Hay una pequeña controversia sobre la cuestión de quién llevó primero el bagel a Montreal. Está registrado que fueron horneados por primera vez en Montreal por Chaim (Hyman) Seligman, como ha demostrado el historiador Joe King. Seligman trabajó primero en la comunidad vecina de Lachine y luego trasladó su panadería a la calle Boulevard St. Laurent del centro de Montreal, junto a Schwartz's Delicatessen. Seligman ataba sus bagels en docenas y recorría el barrio judío vendiéndolos, originalmente con un carrito, luego con un caballo y un carro, y más tarde en un taxi convertido. Seligman se asoció con Myer Lewkowicz y Jack Shlafman pero rompió con ambos. Seligman y Lewkowicz fundaron la tienda St-Viateur Bagel en 1957 y Shlafman abrió Fairmount Bagel en 1919, permaneciendo en funcionamiento ambas.
Una parte importante de la comunidad judía anglófona de Montreal se trasladó gradualmente a otros lugares. Para abastecer a esta población, abrieron tiendas de bagel de Montreal en Vancouver, Ottawa, Toronto, Hamilton, Calgary y otras ciudades canadienses e incluso estadounidenses, como Portland, Houston y Los Ángeles. Sin embargo, este estilo de bagel es casi completamente desconocido en el noreste de Estados Unidos pese a su proximidad con Montreal, principalmente por la proximidad del bagel de Nueva York.

## Producción
Los bagels de Montreal son en su mayoría fabricados según el mismo método del bagel genérico, difiriendo en lo siguiente:
- La masa incluye huevo y miel.
- También se añade miel al agua usada para hervir los bagels antes de hornearlos.
- Se cuecen en horno de leña.